# Хорње Отроковце
Хорње Отроковце (слч. Horné Otrokovce) насељено је мјесто са административним статусом сеоске општине (слч. obec) у округу Хлоховец, у Трнавском крају, Словачка Република.

## Становништво
| Година:    | 1994. | 2004.   | 2014.   | 2024.   |
| ---------- | ----- | ------- | ------- | ------- |
| Број људи: | 904   | 897     | 865     | 893     |
| Разлика:   |       | -0,77 % | -3,56 % | +3,23 % |

| Година:    | 2023. | 2024.   |
| ---------- | ----- | ------- |
| Број људи: | 901   | 893     |
| Разлика:   |       | -0,88 % |

Према подацима о броју становника из 2024. године насеље је имало 893 становника.